# Lista członków Akademii Szwedzkiej
Lista członków Akademii Szwedzkiej zasiadających tam przez cały czas istnienia tej organizacji.

## Fotel 1
- Anders Johan von Höpken 1786-89

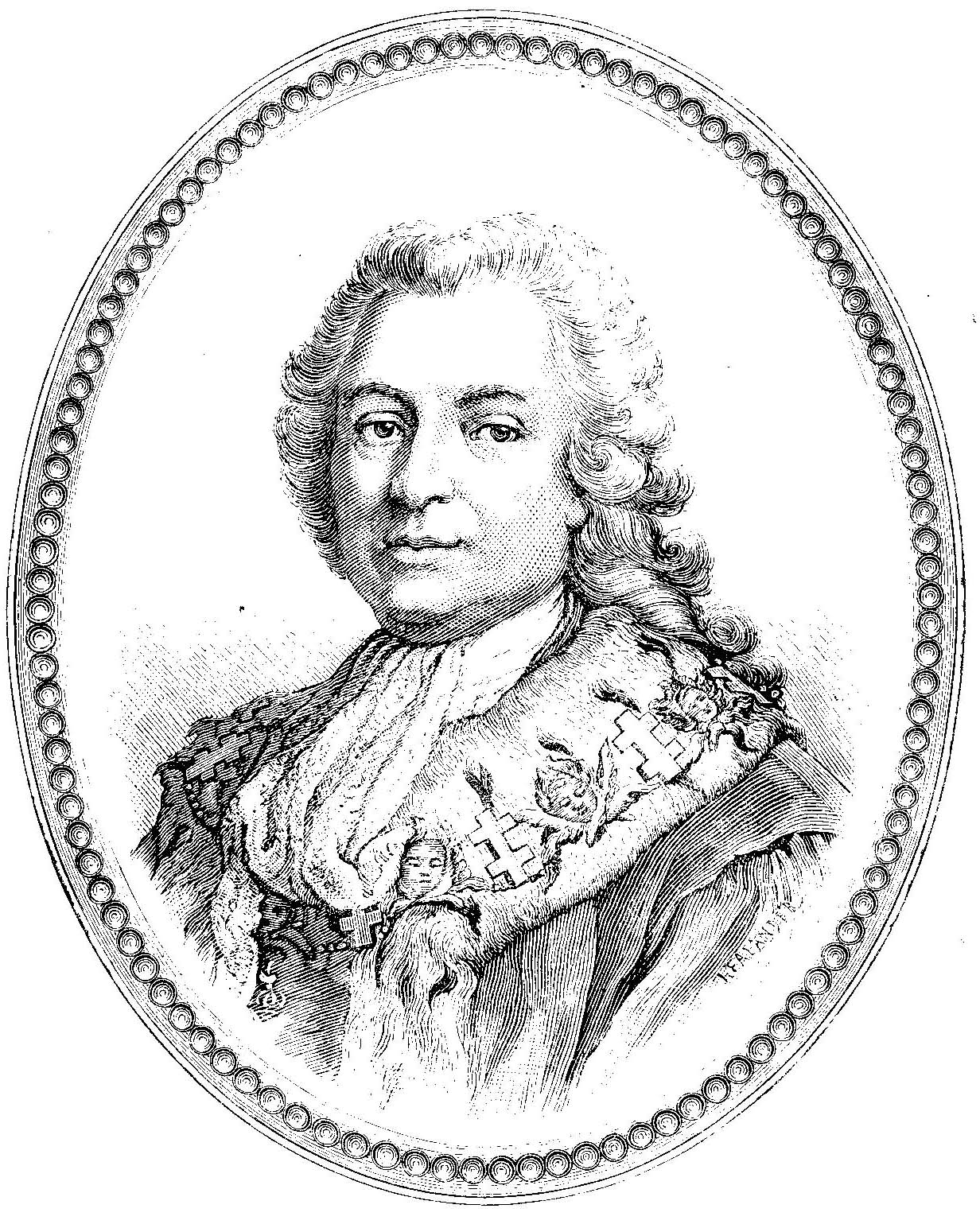
Anders Johan von Höpken (1712-1789)

- Nils Philip Gyldenstolpe 1789-1810
- Johan Olof Wallin(inne języki) 1810-39
- Anders Fryxell 1840-81
- Hans Forssell 1881-1901
- Carl Bildt 1901-31
- Birger Wedberg 1931-45
- Birger Ekeberg 1945-68
- Sture Petrén 1969-76
- Sten Rudholm 1977-2008
- Lotta Lotass 2009-2018
- Eric M. Runesson 2018-

## Fotel 2

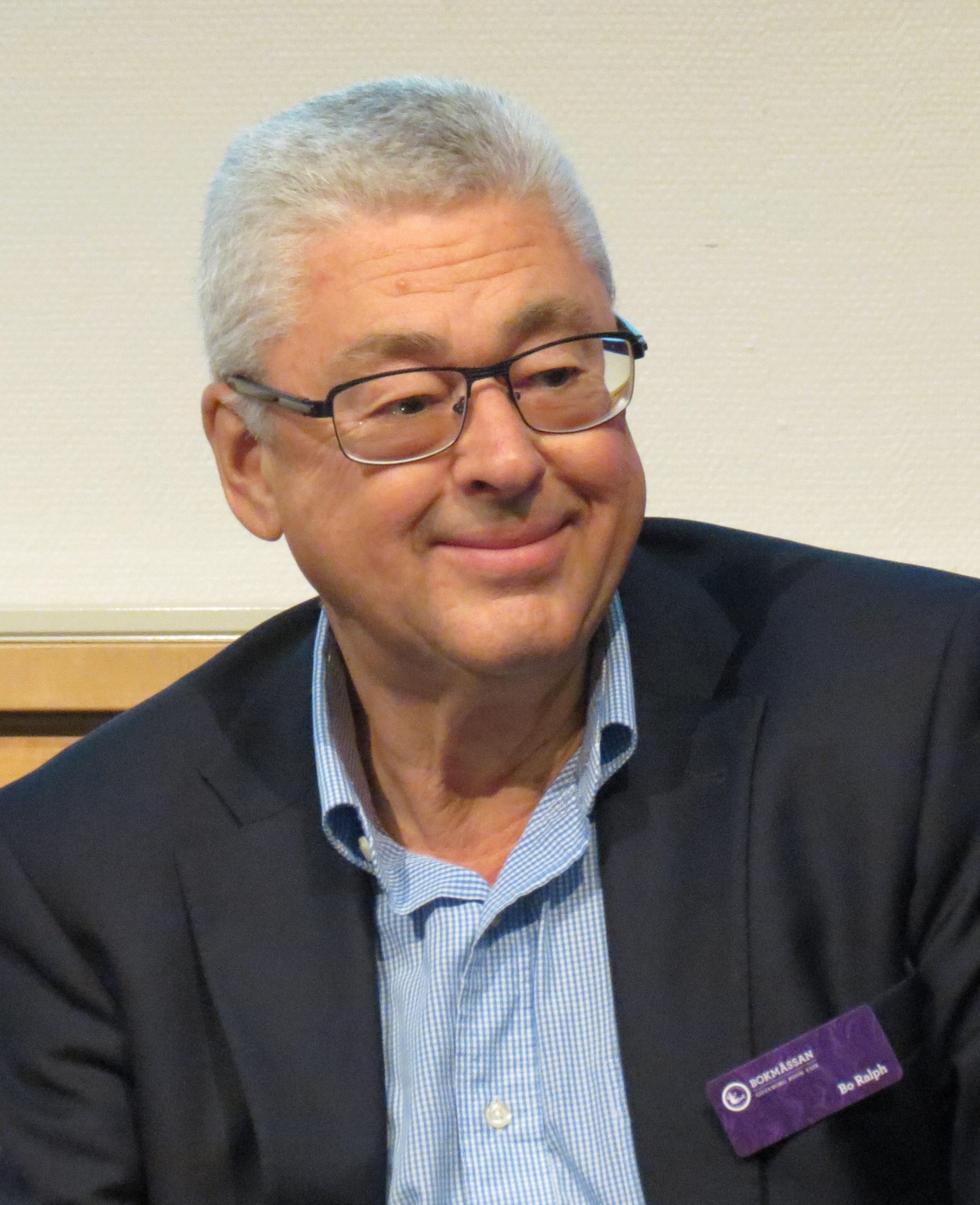
Bo Ralph (ur. 1945), członek Akademii od 1999 roku

- Carl Fredrik Scheffer 1786 (nigdy nie zasiadł)

- Abraham Niclas Edelcrantz 1786-1821
- Carl Peter Hagberg 1821-41
- Christian Eric Fahlcrantz 1842-66
- Gunnar Wennerberg 1866-1901
- Claes Annerstedt 1901-27
- Martin Lamm 1928-50
- Ingvar Andersson 1950-74
- Torgny Segerstedt 1975-99
- Bo Ralph 1999-

## Fotel 3
- Olof Celsius 1786-94
- Johan Adam Tingstadius 1794-1827
- Carl Gustaf von Brinkman 1828-47

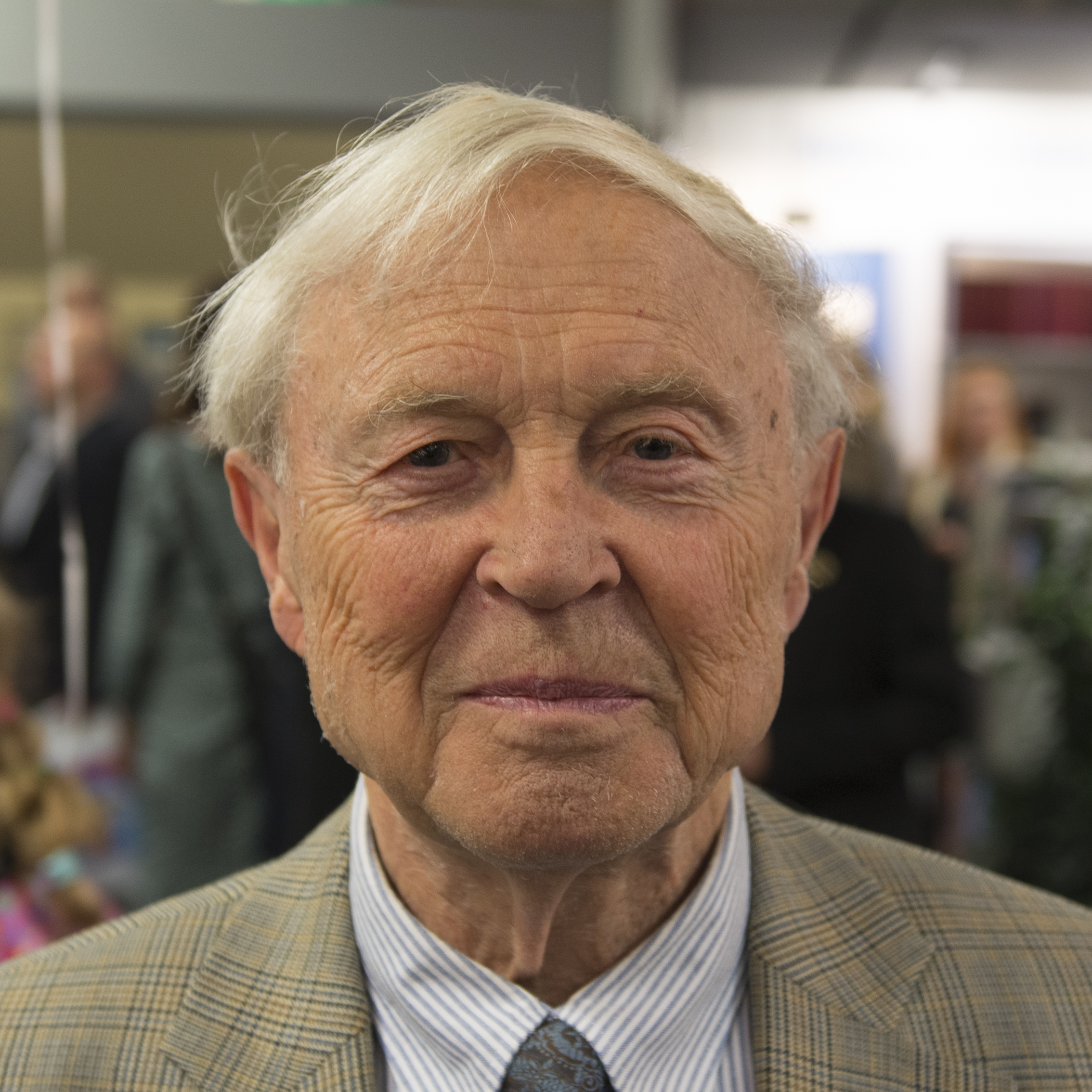
Sture Allén (1928-2022), członek Akademii od 1980 roku, stały sekretarz w latach 1986-1999

- Albrecht Elof Ihre 1848-59 (nigdy nie zasiadł)
- Johan Börjesson 1859-66
- Hans Magnus Melin 1866-77
- Carl Gustaf Malmström 1878-1912
- Henrik Schück 1913-47
- Henrik Samuel Nyberg 1948-74
- Carl Ivar Ståhle 1974-80
- Sture Allén 1980-2022 (stały sekretarz w latach 1986-99)

## Fotel 4

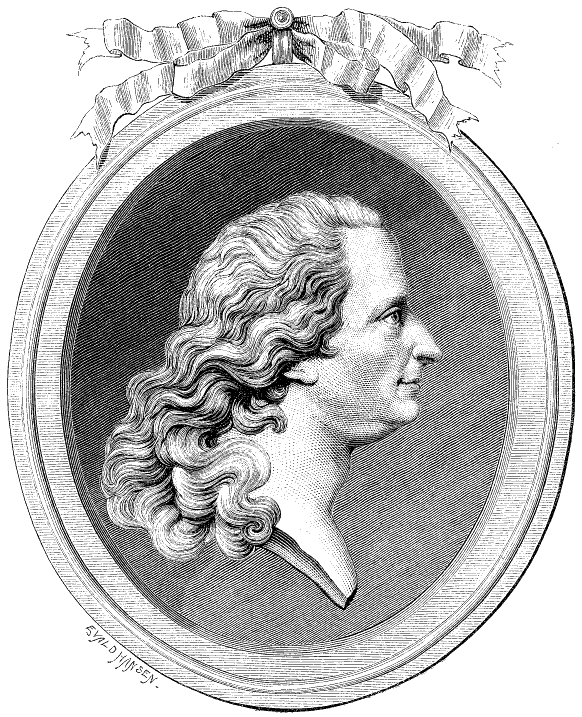
Johan Henric Kellgren (1751-1795), członek Akademii Szwedzkiej od roku 1786

- Johan Henric Kellgren 1786-95
- Johan Stenhammar 1797-99
- Claes Fleming 1799-1831
- Carl Adolph Agardh 1831-59
- Fredrik Ferdinand Carlson 1859-87
- Claes Herman Rundgren 1887-1906
- Ivar Afzelius 1907-21
- Tor Hedberg(inne języki) 1922-31
- Sigfrid Siwertz 1932-70
- Lars Forssell 1971-2007
- Anders Olsson 2008-

## Fotel 5

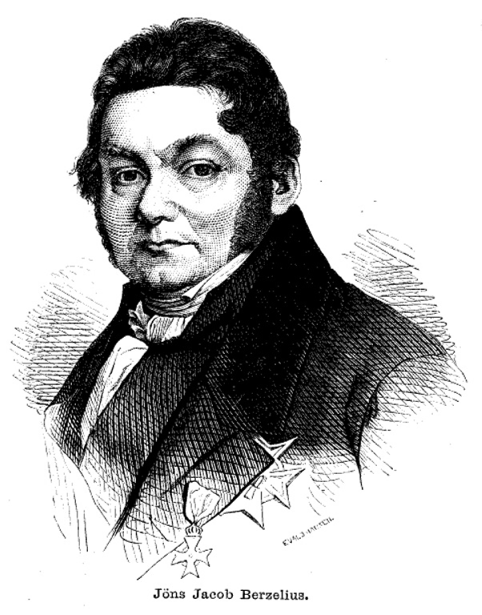
Jöns Jacob Berzelius (1779-1848), członek Akademii w latach 1837-1848

- Matthias von Hermansson 1786-89
- Magnus Lehnberg 1789-1808
- Jacob Axelsson Lindblom 1809-19
- Carl von Rosenstein 1819-36
- Jöns Jacob Berzelius 1837-48
- Johan Erik Rydqvist 1849-77
- Theodor Wisén 1878-92
- Knut Fredrik Söderwall 1892-1924
- Axel Kock 1924-35
- Bengt Hesselman 1935-52
- Henry Olsson 1952-85
- Göran Malmqvist 1985-2019
- Ingrid Carlberg 2020-

## Fotel 6

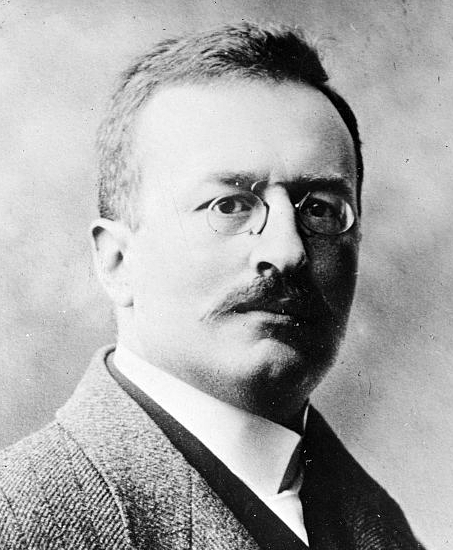
Sven Hedin (1865-1952), członek Akademii Szwedzkiej w latach 1913-1952

- Johan Wingård 1786-1818

- Adolf Göran Mörner 1818-38
- Anders Abraham Grafström 1839-70
- Fredrik August Dahlgren 1871-95
- Hans Hildebrand 1895-1913
- Sven Hedin 1913-52
- Sten Selander(inne języki) 1953-57
- Olle Hedberg(inne języki) 1957-74
- Per Olof Sundman 1975-92
- Birgitta Trotzig 1993-2011
- Tomas Riad 2011-

## Fotel 7
- Axel von Fersen 1786-94

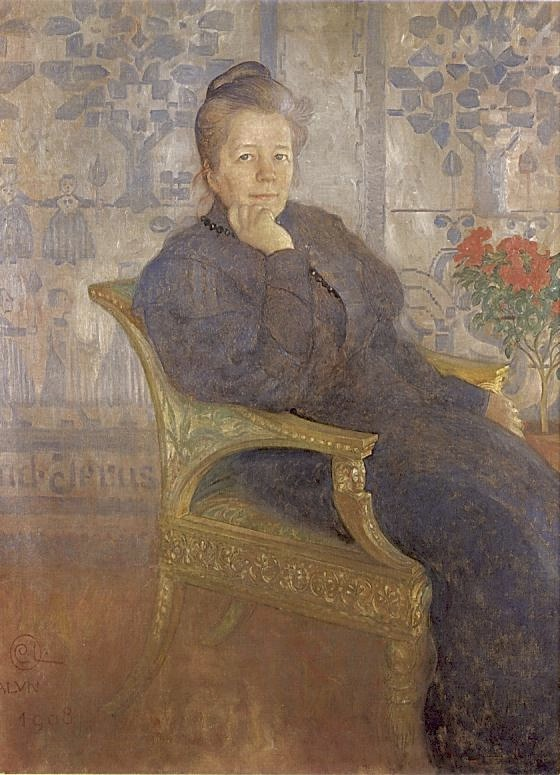
Selma Lagerlöf (1858-1940)

- Axel Gabriel Silverstolpe 1794-1816
- Anders Carlsson af Kullberg 1817-51
- Carl August Hagberg 1851-64
- Wilhelm Erik Svedelius 1864-89
- Nils Fredrik Sander 1889-1900
- Albert Theodor Gellerstedt 1901-14
- Selma Lagerlöf 1914-40
- Hjalmar Gullberg(inne języki) 1940-61
- Karl Ragnar Gierow(inne języki) 1961-82 (stały sekretarz w latach 1964-77)
- Knut Ahnlund 1983-2012 (nie brał udziału w pracach Akademii od 2005)
- Sara Danius 2013-2019
- Åsa Wikforss 2019-

## Fotel 8

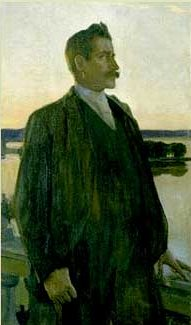
Verner von Heidenstam (1859-1940)

- Johan Gabriel Oxenstierna 1786-1818
- Esaias Tegnér 1818-46
- Carl Wilhelm Böttiger 1847-78
- Carl David af Wirsén 1879-1912 (stały sekretarz od roku 1884)
- Verner von Heidenstam 1912-40
- Pär Lagerkvist 1940-74
- Östen Sjöstrand(inne języki) 1975-2006
- Jesper Svenbro 2006-

## Fotel 9
- Gudmund Jöran Adlerbeth 1786-1818

- Hans Järta 1819-47
- Carl David Skogman 1847-56

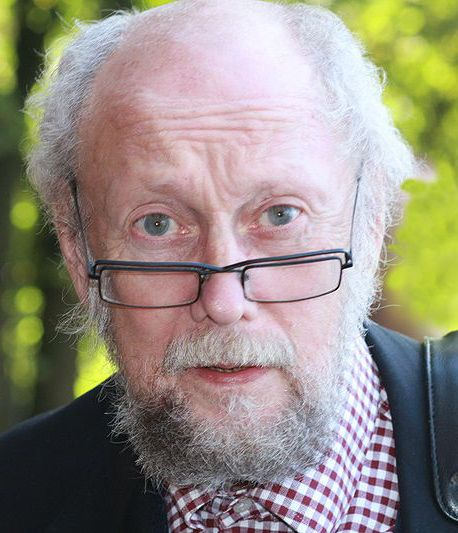
Torgny Lindgren (1938-2017), członek Akademii w latach 1991-2007

- Henning Hamilton 1856-81 (pełniący obowiązki stałego sekretarza od roku 1874; zrezygnował z członkostwa)
- Esaias Tegnér 1882-1928
- Otto von Friesen 1929-42
- Einar Löfstedt 1942-55
- Ture Johannisson 1955-90
- Torgny Lindgren 1991-2017[1]
- Jayne Svenungsson 2017–2018
- Ellen Mattson 2019-

## Fotel 10
- Anders af Botin 1786-90

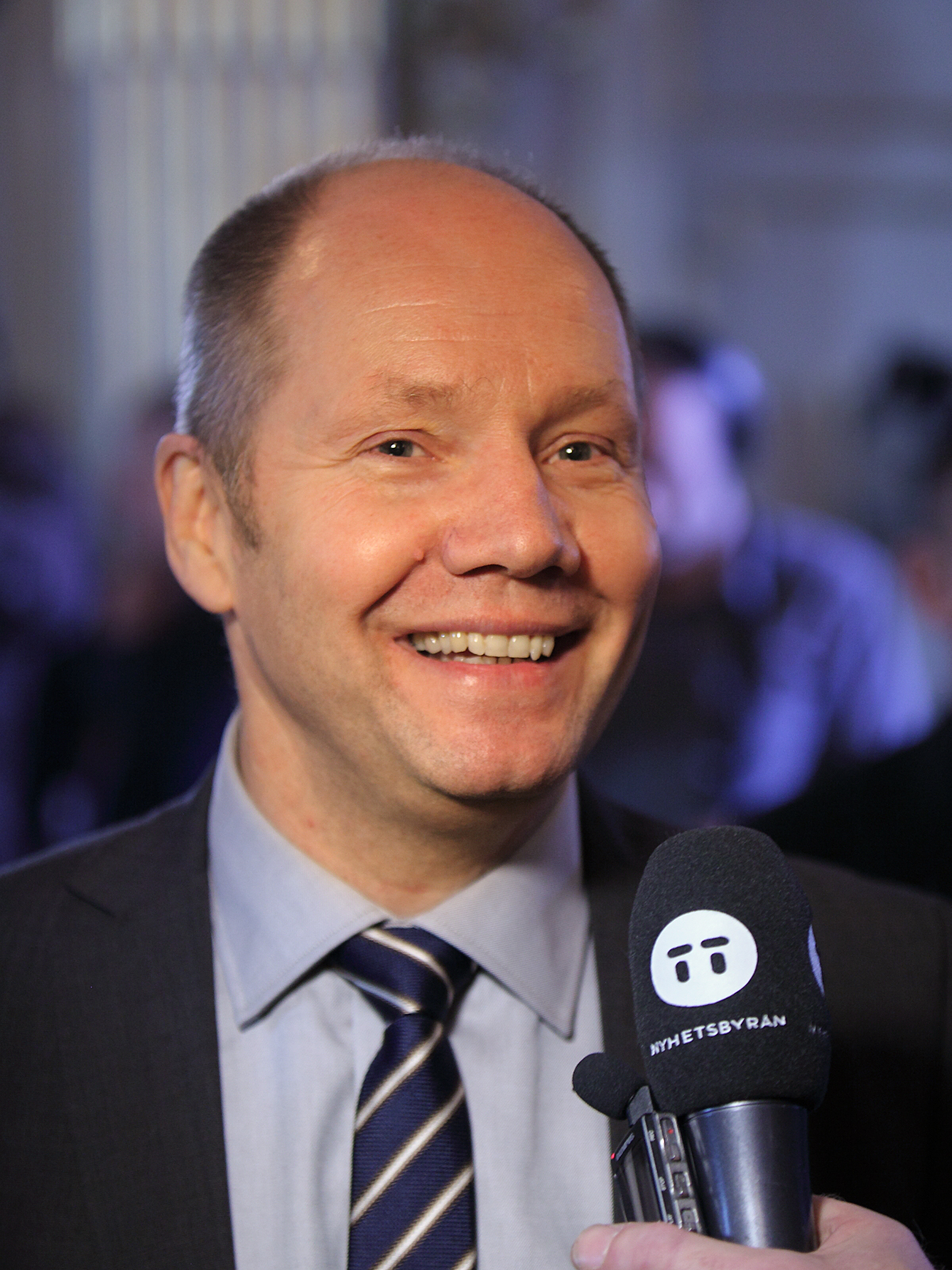
Peter Englund (ur. 1957), członek Akademii od 2002 i stały sekretarz w latach 2009-2015

- Christoffer Bogislaus Zibet 1790-1809
- Gustaf Lagerbielke 1809-37
- Carl Fredrik af Wingård 1837-51
- Henrik Reuterdahl 1852-70
- Paul Genberg 1871-75
- Carl Snoilsky 1876-1903
- Harald Hjärne 1903-22
- Fredrik Böök 1922-61
- Erik Lönnroth 1962-2002
- Peter Englund 2002- (stały sekretarz w latach 2009-15)

## Fotel 11

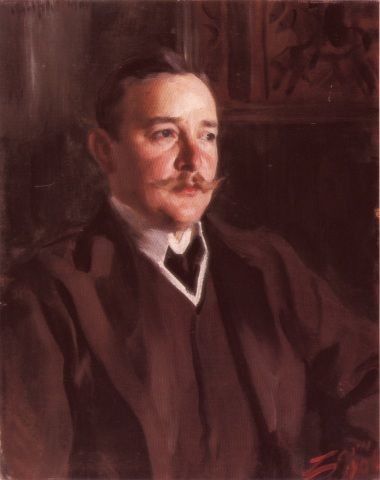
Erik Axel Karlfeldt (1864-1931), członek Akademii Szwedzkiej od roku 1904

- Nils von Rosenstein(inne języki) 1786-1824 (stały sekretarz od 1786)
- Lars Magnus Enberg 1824-65
- Bror Emil Hildebrand 1866-84 (pełniący obowiązki stałego sekretarza w latach 1881-83)
- Claes Theodor Odhner 1885-1904
- Erik Axel Karlfeldt 1904-31 (stały sekretarz w latach 1913-31)
- Torsten Fogelqvist 1931-41
- Nils Ahnlund 1941-57
- Eyvind Johnson 1957-76
- Ulf Linde 1977-2013
- Klas Östergren 2014-2018
- Mats Malm 2018-

## Fotel 12
- Elis Schröderheim 1786-95
- Isac Reinhold Blom 1797-1826
- Gustaf Fredrik Wirsén 1826-27

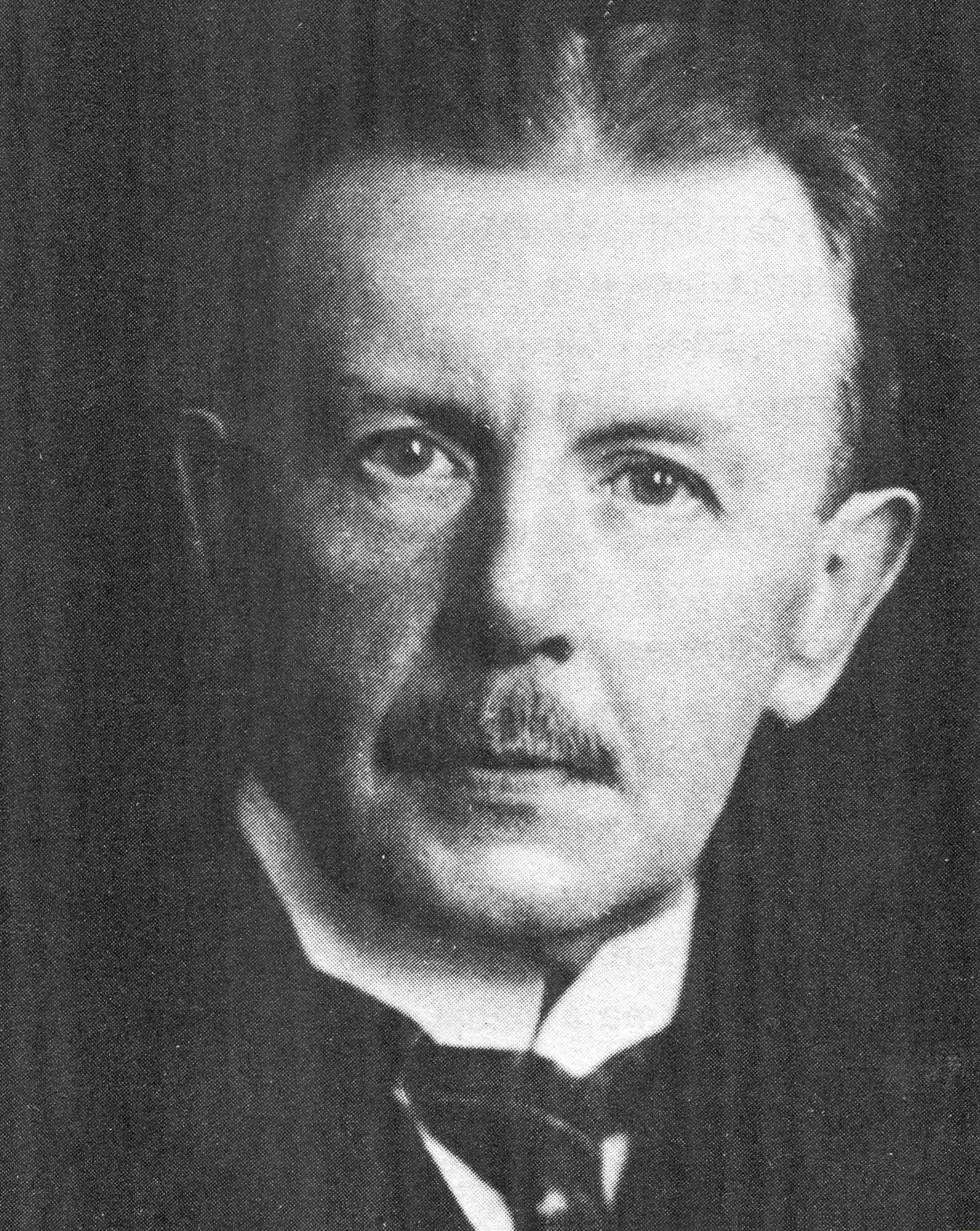
Bo Bergman (1869-1967), członek Akademii Szwedzkiej od 1925 roku

- Bernhard von Beskow(inne języki) 1828-68 (stały sekretarz w latach 1834)
- Carl Gustaf Strandberg, 1869–1874 (pełniący obowiązki stałego sekretarza w latach 1872–1874)
- Anders Anderson 1875-92
- Adolf Erik Nordenskiöld 1893-1901
- Gustaf Retzius 1901-19
- Adolf Noreen 1919-25
- Bo Bergman 1925-67
- Sten Lindroth 1968-80
- Werner Aspenström 1981-97 (nie brał udziału w pracach Akademii od 1989)
- Per Wästberg 1997-

## Fotel 13

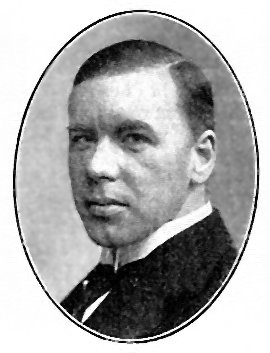
Anders Österling (1884-1981), członek Akademii Szwedzkiej od roku 1919

- Gustaf Fredrik Gyllenborg 1786-1808
- Frans Michael Franzén(inne języki) 1808-47 (stały sekretarz w latach 1824-34)
- Bernhard Elis Malmström 1849-65
- Carl Anders Kullberg 1865-97
- Karl Alfred Melin 1898-1919
- Anders Österling 1919-81 (stały sekretarz w latach 1941-64)
- Gunnel Vallquist 1982-2016
- Sara Stridsberg 2016-2018
- Anne Swärd 2019-

## Fotel 14

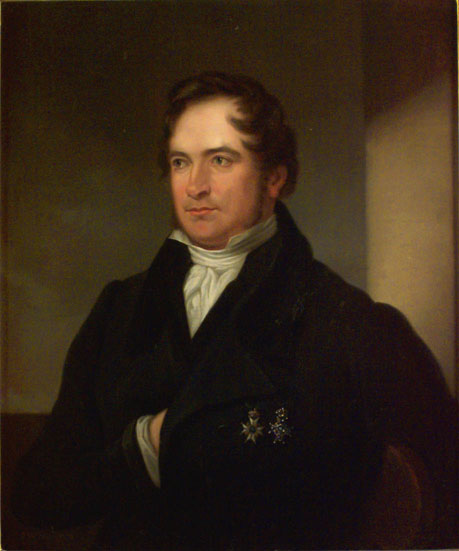
Erik Gustaf Geijer (1783-1847), członek Akademii Szwedzkiej od roku 1824

- Gustaf Mauritz Armfelt, 1786–1794 (wykluczony, zob. miejsce 17)
- Malte Ramel 1797-1824
- Erik Gustaf Geijer 1824-1947
- Elias Fries 1847-1978
- Carl Rupert Nyblom 1879-1907
- Per Hallström(inne języki) 1908-1960 (stały sekretarz w latach 1931-41)
- Ragnar Josephson 1960-1966
- Lars Gyllensten(inne języki) 1966-2006 (stały sekretarz w latach 1977-86, nie brał udziału od roku 1989)
- Kristina Lugn 2006-2020

## Fotel 15
- Carl Gustaf Nordin 1786-1812

- Carl Birger Rutström 1812-26
- Johan David Valerius 1826-52

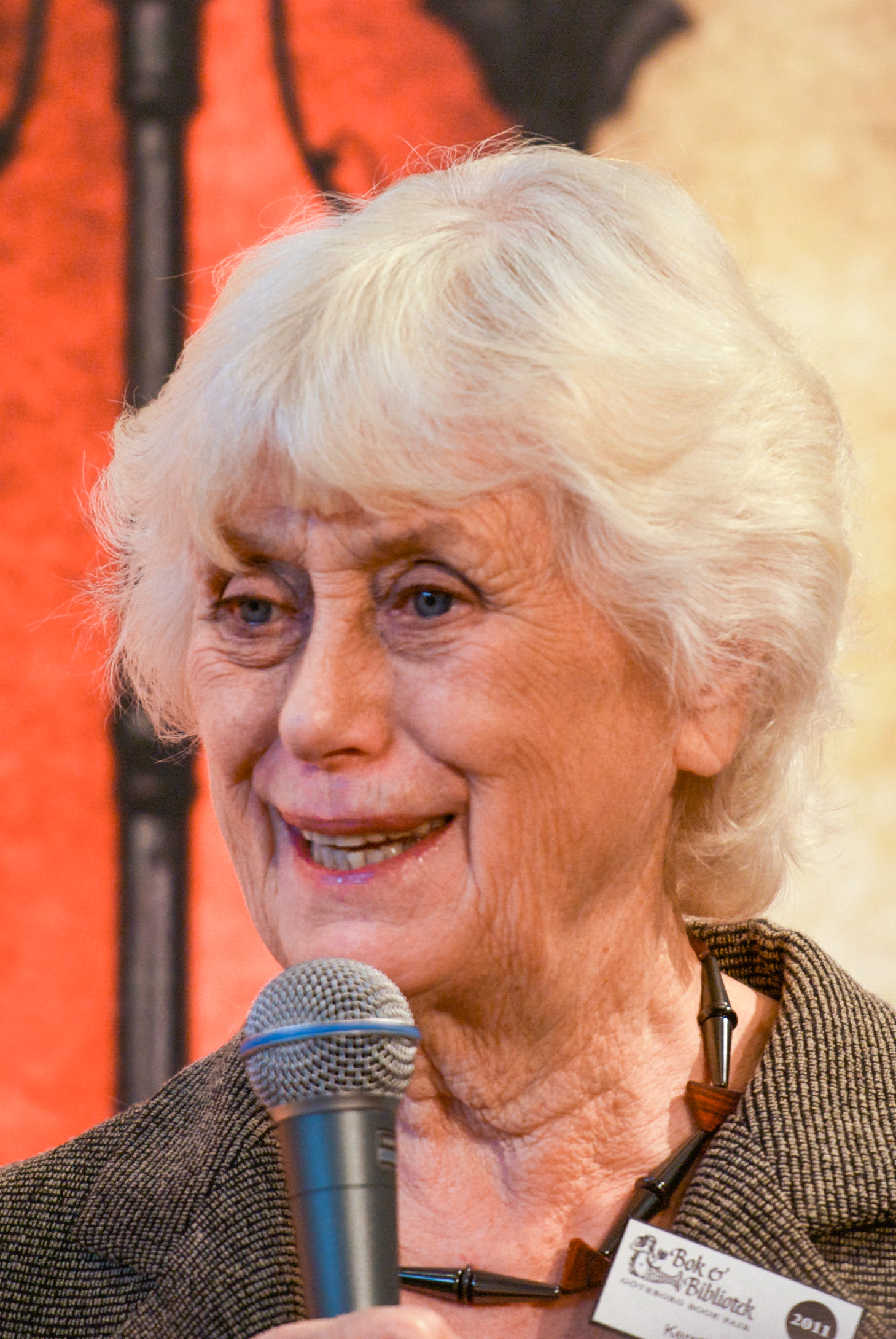
Kerstin Ekman (ur. 1933), członek Akademii w latach 1978-2018

- Ludvig Manderström, 1852–1873 (stały sekretarz w latach 1869–1872)
- Anton Niklas Sundberg 1874-1900
- Gottfrid Billing 1900-25
- Hans Larsson(inne języki) 1925-44
- Elin Wägner 1944-49
- Harry Martinson 1949-78
- Kerstin Ekman 1978-2018
- Jila Mossaed 2018-

## Fotel 16
- Carl Gustaf af Leopold 1786-1829
- Samuel Grubbe 1830-53
- Israel Hwasser 1854-60

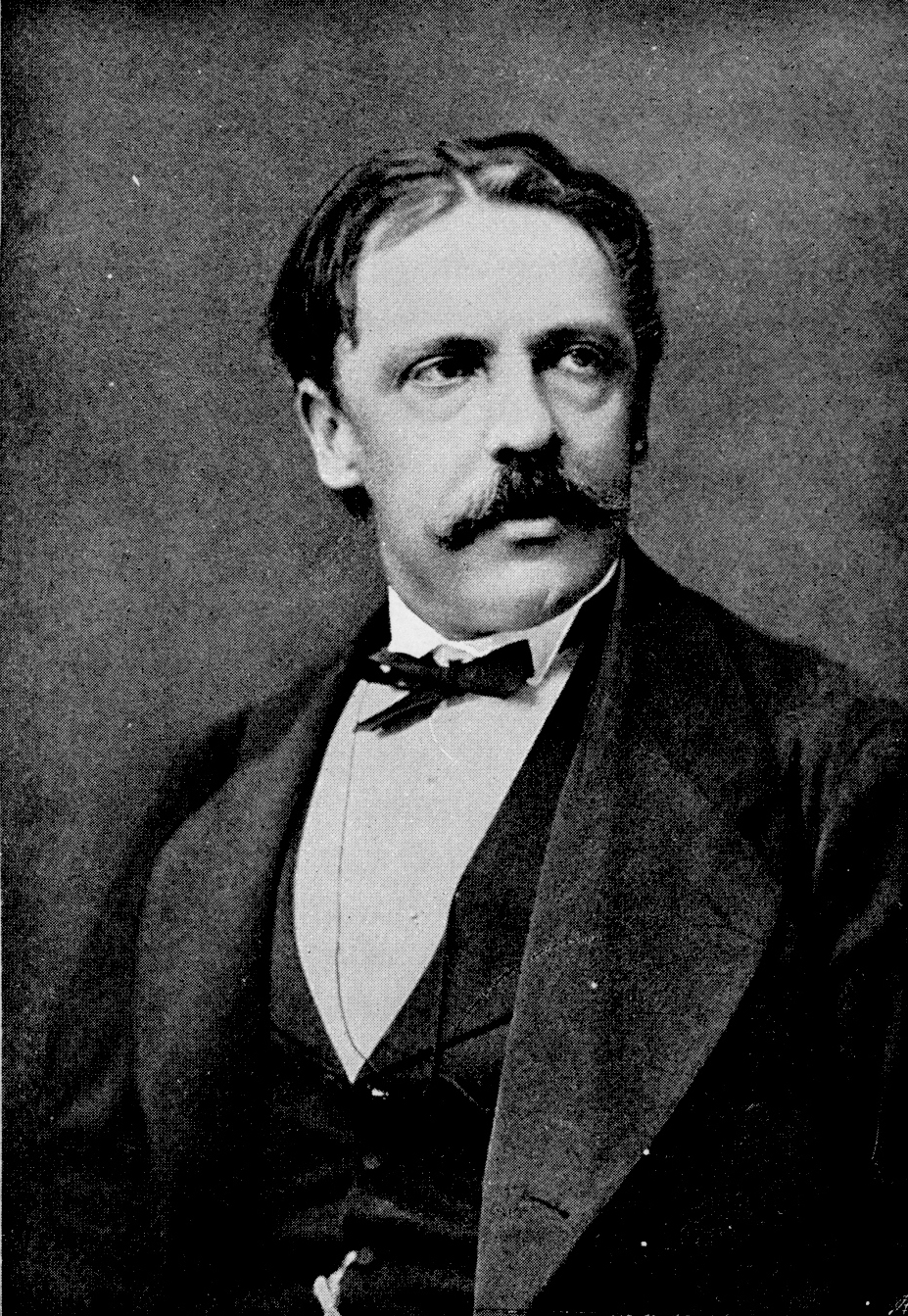
Viktor Rydberg (1828-1895), członek Akademii Szwedzkiej od roku 1877

- Carl Vilhelm August Strandberg 1862-77
- Viktor Rydberg(inne języki) 1877-95
- Waldemar Rudin 1896-1921
- Nathan Söderblom 1921-31
- Tor Andræ 1932-47
- Elias Wessén 1947-81
- Kjell Espmark 1981-2022

## Fotel 17
- Johan Murberg 1787-1805

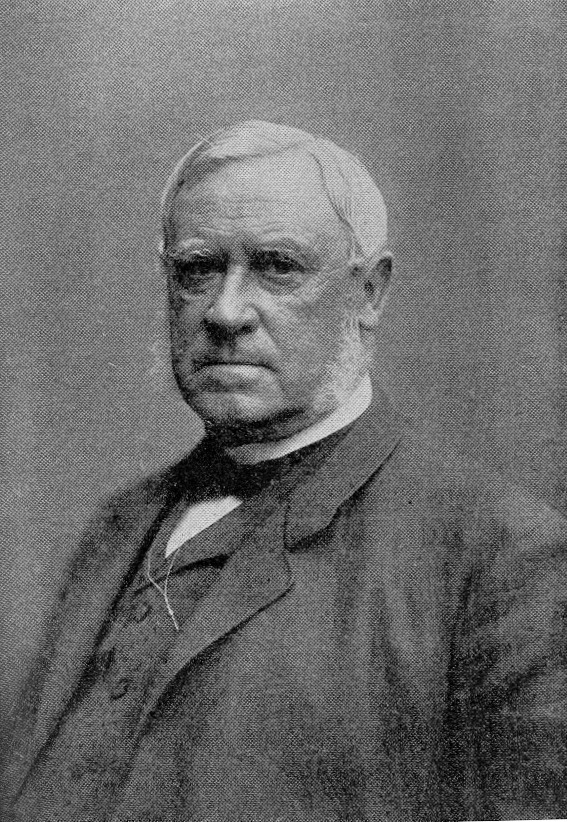
Louis De Geer (1818-1896), członek Akademii w latach 1862-1896

- Gustaf Mauritz Armfelt, (powołany drugi raz, zob. miejsce 14) 1805–1811 (wykluczony)
- Gustaf af Wetterstedt 1811-37
- Anders Magnus Strinnholm 1837-62
- Louis De Geer 1862-96
- Pehr Jacob von Ehrenheim 1897-1918
- Hjalmar Hammarskjöld 1918-53
- Dag Hammarskjöld 1954-61
- Erik Lindegren 1962-68
- Johannes Edfelt(inne języki) 1969-97
- Horace Engdahl 1997- (stały sekretarz od roku 1999)

## Fotel 18
- Nils Lorens Sjöberg 1787-1822

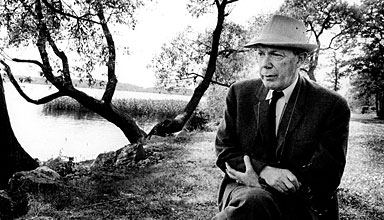
Gunnar Ekelöf (1907-1968), członek Akademii w latach 1958-1868

- Anders Fredrik Skjöldebrand 1822-34
- Pehr Henrik Ling 1835-39
- Per Daniel Amadeus Atterbom 1839-55
- Johan Henrik Thomander 1855-65
- Gustaf Ljunggren 1865-1905
- Vitalis Norström 1907-16
- Oscar Montelius 1917-21
- Albert Engström 1922-40
- Gunnar Mascoll Silfverstolpe 1941-42
- Gustaf Hellström 1942-53
- Bertil Malmberg(inne języki) 1953-58
- Gunnar Ekelöf 1958-68
- Artur Lundkvist 1968-91
- Katarina Frostenson 1992-2019
- Tua Forsström 2019-